# Falling Stars
Chansons représentant la Moldavie au Concours Eurovision de la chanson
I Want Your Love
(2015)
Falling Stars (en français « Étoiles filantes ») est la chanson de Lidia Isac qui représente la Moldavie au Concours Eurovision de la chanson 2016 à Stockholm.
Le 10 mai 2016, lors de la 1re demi-finale, elle termine à la 17e place avec 33 points  et par conséquent n'est pas qualifiée pour la finale.
Une version française, intitulée « Pluie d'étoiles », a également été enregistrée par Lidia Isac, mais n'a pas été commercialisée.